# Morti nel 1999/Senza giorno specificato
| Questa pagina contiene informazioni ricavate automaticamente dalle voci biografiche con l'ausilio del template Bio e di un bot. L'aggiornamento è periodico e automatico e ricostruisce completamente la pagina. Se manca una persona in questa lista, sei pregato di non aggiungerla, ma accertati piuttosto che la sua voce biografica contenga il template Bio e che i dati anagrafici siano correttamente compilati. Se il template Bio manca, inseriscilo tu stesso o, in alternativa, metti l'avviso {{tmp\|Bio}} che ne segnala la mancanza. Se i dati riportati sono sbagliati, correggi direttamente la voce biografica; le modifiche saranno visibili in questa lista entro pochi giorni. Per chiarimenti vedi il progetto biografie. La lista contiene solo le 66 persone che sono citate nell'enciclopedia e per le quali è stato implementato correttamente il template Bio. Pagina aggiornata al 10 ago 2025. |

- Eliseo Álvarez, calciatore uruguaiano (n. 1940)
- Arvid Andrén, archeologo svedese (n. 1902)
- Arnaldo Maria Angelini, ingegnere italiano (n. 1909)
- Guglielmo Barbini, incisore italiano (n. 1898)
- Mel Barnett, sollevatore britannico (n. 1920)
- Elena Bassi, storica dell'arte italiana (n. 1911)
- Ruy Calcada Bastos, pittore e poeta portoghese (n. 1930)
- África Battaglia, cestista paraguaiana (n. 1933)
- Pietro Bellomo, calciatore italiano (n. 1910)
- Ctirad Benáček, cestista, allenatore di pallavolo e dirigente sportivo cecoslovacco (n. 1924)
- Gerardo Bernard, calciatore italiano (n. 1921)
- Zalman Bernstein, imprenditore e filantropo statunitense (n. 1926)
- Louis Boyer, astronomo francese (n. 1901)
- Henry Brethous, schermidore francese (n. 1910)
- Esma Can, sollevatrice turca (n. 1979)
- Mary Carmel Charles, scrittrice australiana (n. 1912)
- Leone Colonna, sceneggiatore italiano (n. 1952)
- Ramón Colón, calciatore e allenatore di calcio spagnolo (n. 1916)
- Jean Campbell Cooper, scrittrice inglese (n. 1905)
- Dicky Dorsett, calciatore inglese (n. 1919)
- Ion Dumitrescu, tiratore a volo rumeno (n. 1925)
- Hilding Fröberg, compositore di scacchi svedese (n. 1918)
- Vittorio Gandolfi, architetto e urbanista italiano (n. 1919)
- Italo Gasperi Campani, architetto italiano (n. 1915)
- Claudio Ghione, hockeista su pista e allenatore di hockey su pista italiano
- Rosalda Gilardi, scultrice italiana (n. 1922)
- Gordon Hodgson, calciatore inglese (n. 1952)
- Ludwig Hoffmann, organista e pianista tedesco (n. 1925)
- Hella Kovac, tennista jugoslava (n. 1911)
- Enrico La Stella, scrittore e giornalista italiano (n. 1926)
- Liliana Laine, attrice francese (n. 1923)
- Eric Lee, calciatore inglese (n. 1922)
- Vitantonio Lozupone, ingegnere e politico italiano (n. 1912)
- Fritz Machate, calciatore e allenatore di calcio tedesco (n. 1916)
- Amir Mahdi, alpinista pakistano (n. 1913)
- Vincenzo Mannino, sceneggiatore italiano (n. 1930)
- Elio Massagrande, terrorista italiano (n. 1941)
- Liviu Nagy, cestista rumeno (n. 1929)
- Terzo Natalini, archivista, paleografo e presbitero italiano (n. 1925)
- Dan Niculescu, cestista rumeno (n. 1929)
- Gruia Novac, pallanuotista rumeno (n. 1944)
- Leszek Nowosielski, pittore e ceramista polacco (n. 1918)
- Giuseppe Pagliarini, attore italiano (n. 1920)
- Clelio Pasquali, pittore italiano (n. 1921)
- Richie Pietri, cestista portoricano (n. 1944)
- Bruno Pirazzoli, cestista italiano (n. 1913)
- Lorenzo Piroddi, medico, nutrizionista e pubblicista italiano (n. 1911)
- Silvano Pulcinelli, scultore italiano (n. 1916)
- Massimo Pupillo, regista italiano (n. 1922)
- Joan Richmond, pilota automobilistica australiana (n. 1905)
- Roger Ritz, ballerino francese (n. 1913)
- Charles Roka, pittore ungherese (n. 1912)
- Elio Romani, scacchista italiano (n. 1920)
- Vladimiro Romero, allenatore di pallacanestro angolano
- Roberto Lucio Rosaia, politico e medico italiano (n. 1924)
- Robert Russell, schermidore statunitense (n. 1934)
- Sirpa Lane, attrice finlandese (n. 1952)
- Ray Sambrook, calciatore inglese (n. 1933)
- Melitón Santos, cestista filippino (n. 1928)
- Giorgio Scapinelli, pittore e illustratore italiano (n. 1926)
- Germana Schwaiger, schermitrice italiana (n. 1911)
- Blas Sánchez, calciatore messicano (n. 1943)
- Pietro Tinu, pittore italiano (n. 1923)
- Attilio Veraldi, scrittore e traduttore italiano (n. 1925)
- Juan Carlos Verdeal, calciatore e allenatore di calcio argentino (n. 1918)
- Orlando Veronese, architetto e urbanista italiano (n. 1908)